# Римске Топлице
Римске Топлице су једно од насељених места у Словенији у покрајини Штајерска и статистичкој регији Савињска.

## Положај
Римске Топллице се налазе у општини Лашко у источној Словенији. Лежи на десној обали реке Савиње на путном правцу који од Цеља до Љубљане води преко Зиданог Моста. Подручје је део традиционалне регије Штајерска. Сада је укључен у остатак општине у статистичком региону Савиња.
Римске Топлице су окружене шумовитим падинама оближњих планина које пружају заштиту од ветра и летњих врућина. Под обронцима високог Стражника из доломитских стена извире термоминерална вода, чије здравствене ефекате су ценили и стари Римљани, који су ту изградили прва термална купалишта.
Око насеља расте багате вегетацијуом међу којом има и егзотичних биљака из целог света. Ту спадају џиновске секвоја, канадска кукута, чемпреси и калифорнијски кедри.

## Становништво
Према попису становништва из 2011. године, у насељу је живело 778 становника.
| Број становника по пописима | Број становника по пописима | Број становника по пописима |
| --------------------------- | --------------------------- | --------------------------- |
| 1991                        | 2002                        | 2011                        |
| 895                         | 822                         | 778                         |

Напомена: Године 1972. повећано за насеља Огече и Шмарјета која су укинута.

## Историја
Име дословно значи „римски врући извори“. Насеље је потврђено у писаним изворима из 1265. године као Топлиц (Toplitz   1482 и  Toplica 1486).
Епитет "Римски" први пут је за овај локалитет применио 1826. године Маттејаш Машер (1793—1876) да би га разликовао од осталих локалних врела.
Лековита природних извора Римских Топлица ценили су Римљани, који су уживали у благодатима и лековитој моћи ове бање на десној обали реке Савиње, где и данас постоје термални извори испод брда Стражник (655 м), који се уздижу из триасних пукотина доломитских стена у Римским Топлицама. О томе сведоче споменици и жртвени олтари посвећени богињама и нимфама као захвалност за опоравак древних гостију, пронађени између 1769. и 1845. године.
Бање се први пут помињу у писаним документима из 1486. године, у документу Аквилеја. 
Бања је 30 година биле у власништву Хабсбурга а потом Цељских грофова (1456) заједно са имањем Лашко. Кроз историју власници купалишта су се мењали много пута. Први преокрет у историји бање био је 1840. године, када је бивши трговац на велико из Трста Густав Адолф Ухлих купио бању у име своје супруге Амалије, јер је био излечен лековитом своијствима тамошње термалне воде. Тада је оно скромно лечилиште претворено у модерну бању и добило име Римске Топлице (римска бања). За потребе бањеу том периоду уређена су два велика бунара и названа су Амалијино врело, температуре воде 38,4 °C и Римско врело температуре воде 36,3 °C). Изградњом властелинства Софиа, број соба у бању се ос почетбог броја повећао са 38 на 100, а затим на преко 200.
На равном платоу са шеталиштем оивиченим стаблима кестена, на једној страни је била бањска црква, а на другој павиљон у коме је свирао бањски оркестар. Поподне је оркестар свирао на отвореном, увече у бањском салону. У оближњој шуми била је билијар соба, тениски терен, а на стрмој ливади наткривена куглана. 
Када је пруга Беч – Трст прошла покрај Римских Топлица током 1848. године место су све више посећивали отмени и имућни гости из Трста, Мађарске, Загреба или чак Сједињених Амнењричких Држава. Међу гостима су били и Вук Стефановић Караџић, цар Фердинанд, енглеска принцеза и пруска наследница Викторија, као и Наполеонова сестра - принцеза Мурат, чија је мермерна када изложена у историјском делу града.
Већина тириста ипак су били Немци из целе монархије. Сензација за све њих била је посета британске принцезе и пруске наследнице Викторије, која је боравила у Римским Топлицама 1879. године, користећи је као полазиште за обилаак околне природе.
Најугледнији гости бање имали су навику да саде егзотично дрвеће у парку бање, па се тако и данас у бањи могу видети огромне секвоје, канадске кукуте, чемпресие, калифорнијске и кедар и друге занимљиве врсте.
Руски ратни заробљеници су током Првог светског рата изградили шеталиште дужине 2 км кроз шуму (Римски пут). Отварање терме из 1931. године било је важно достигнуће. 
Током Другог светског рата бању су запосели рањени немачки војници, а власник (члан породице Ухлих) и његова породица су се одселилииз бање на крају рата.
Након тога Југословенска народна армија користила је бању за лечење и рехабилитацију својих војника. Обични словеначки народ никада није у потпуности користио бању. Иако су породица Ухлих били добри господари који су претворили скромно купалиште у монденску бању са светском репутацијом, они су доминирали над локалним становништвом. Такође када је Југословенска народна армија управљала бањом, оне је биле мање или више доступна само локалном становништву.
Распад заједничке државе одласка Југословенске народне армије и прелазни период довели су до банкрота овог војног одмаралишта 1991. године.
Од 1991. године, након одласка Југословенске народне армије, бања тавори а Словенија је покушавала да оживи Римске Римске Топлице. Коначно, од 2014. године, када је бању купио бизнисмен из Јерменије Валериј Аракелов (који успешно управља и хотелима у Москви, Сочи и Карлове Вари), који је 17. новембра 2005. термалне бање поново отворио за госте у чему је помогао и Центар за медицинску рехабилитацију, што је оживело овај градић у коме је из године у годину опадао број становника.

## Инфраструктура хотелског комплекса
Хотелски комплекс Римске Терме данас чине три међусобно повезана хотела са 4 звездице и једна вила који заједно могу да приме 358 особа у 187 модерно опремљених соба:
- Софијин Двор,
- Римски Двор
- Здравилишки Двор,
- Вила Сиси.

Осам ексклузивних апартмана опремљено је саунама, хидромасажним базенима и округлим креветима. Најлуксузније собе пружа поглед на околна брда, реку Савињу и лурдску цркву. 
У оквиру комплекса налази се и модерна вила Сиси са три апартмана. Окружена зеленилом и великим парком, вила својим гостима нуди додатни мир и приватност.
Пословним гостима на располагању је пет савремено опремљених конгресних сала са укупно 250 места. 
Хотелски комплекс располаже и са два ресторана (Софија и Цар Фердинанад) и таверном (принцеза Викторија).

### Медицинско-рехабилитационих центар
У склопу хотела Римски Двор налази се један од најопремљенијих медицинско-рехабилитационих центара у Словенији - Велетуда", специјализован за лечење термоминералном водом која потиче са дубине од 1.000 метара, реуматолошких, гинеколошких, неуролошких и плућних болести.

## Галерија
- Римске Топлице зими
- Термално купатило са егзотичним растињем